# Бол у леђима
Бол у леђа је веома чест симптом који може бити последица напрезања (повреде) леђних мишића или тетива. Други узроци укључују артритис, структурне проблеме и повреде диска. Бол може бити од благог до јаког. У неким случајевима  може отежати или онемогућити ходање, спавање, рад или обављање свакодневних активности.
Обично се бол у доњем делу леђа смањује мировањем, лековима против болова и физикалном терапијом. Ињекције кортизона и практични третмани (попут остеопатске или киропрактичке манипулације) могу ублажити бол и помоћи процесу зарастања. док неке повреде и стања леђа захтевају хируршкуо лечење.
Бол у леђима се често смањује мировањем, физикалном терапијом и лековима. 
Ризик од појаве болова у леђима може се спречити одржавањем оптималне телесне тежине и сталним активностима.

## Опште информације
Отприлике четири од пет људи има  бол у  леђа у неком тренутку свог живота, и  један од најчешћих разлога због којих људи посећују лекара. Такође неки људи имају већу вероватноћу да имају бол у леђимаа од других. 

## Етиологија
Постоји много узрока болова у леђима, укључујући крвне судове, унутрашње органе, инфекције, механичке и аутоимуне узроке.
- Приближно 90% људи са болом у леђима има дијагнозу неспецифичног, идиопатског акутног бола без идентификоване основне патологије.[2]
- Код отприлике 10% људи, узрок се може идентификовати путем дијагностичког снимања.[2]
- Мање од 2% случајева се приписује секундарним факторима, са метастатским карциномима и озбиљним инфекцијама, као што су остеомијелитис кичме и епидурални апсцеси, који чине приближно 1%.[3]

| Узроци                           | % особа са болом у леђима |
| -------------------------------- | ------------------------- |
| Неспецифични узроци              | 90%                       |
| Вертебралне компресионе фрактуре | 4%,                       |
| Метастазе карцинома              | 0,7%                      |
| Инфекције                        | 0,01%                     |
| Синдром кауда еквина             | 0,04%                     |

### Фактори ризика
Дизање тешких терета, гојазност, седећи начин живота и недостатак вежбања могу повећати ризик од болова у леђима. Пушачи цигарета чешће доживљавају бол у леђима него непушачи. Повећање телесне тежине у трудноћи је такође фактор ризика за бол у леђима. Генерално, умор може погоршати бол.
Неколико студија сугерише да психосоцијални фактори као што су стрес на послу и дисфункционални породични односи могу бити у већој корелацији са болом у леђима него што то чине структурне абнормалности откривене на рендгенским снимцима и другим скенирањима медицинских слика.
| Фактори                 | Узрок и опис тегоба |
| ----------------------- | --- |
| Старост                 | Људи старији од 30 година имају чешће болове у леђима. Дискови (меко, гумено ткиво које амортизује трење кости о кичму) се троше са годинама. Како дискови слабе и троше се, може доћи до бола и укочености.  |
| Телесна тежина          | Људи који имају прекомерну тежин/гојазност или имају додатну тежину имају већу вероватноћу да ће имати болове у леђима. Прекомерна тежина врши притисак на зглобове и дискове.                                |
| Свеукупно здравље       | Ослабљени трбушни мишићи не могу да подрже кичму, што може довести до напрезања леђа и уганућа. Људи који пуше, пију прекомерно алкохол или воде седентарни начин живота имају већи ризик од болова у леђима. |
| Занимање и начин живота | Послови и активности које захтевају подизање тешког терета или савијање могу повећају ризик од повреде леђа.                                                                                                  |
| Структурни проблеми     | Тешки бол у леђима може бити последица стања, као што је сколиоза, која мења статику кичме. |
| Болест                  | Људи који имају породичну историју остеоартритиса, одређених врста рака и других болести имају већи ризик од болова у леђима.                                                                                 |
| Ментално здравље        | Бол у леђима може бити последица депресије и анксиозности |

## Клиничка слика
Симптоми бола у  леђима могу се појавити изненада или се појављују постепено. Понекад се бол јавља након одређеног догађаја, као што је савијање да би нешто покупило. У другим случајевима, пацијент не зна шта је изазвало бол.
Бол може бити оштар или туп, а може се ширити у доњи део или низ задњи део ногу ( ишијас ). Напињањем леђа током неке активности, може се чути „пуцкетање“. Бол је често јачи у одређеним положајима (као што је савијање) и постаје слабији током лежања.
Физички ефекти бола у леђима могу варирати од болова у мишићима до осећаја пуцања, печења или убода. Бол се може ширити низ ноге и може се појачати савијањем, увијањем, подизањем, стајањем или ходањем. 
Док су физички ефекти болова у леђима увек у првом плану, бол у леђима може имати и психолошке ефекте. Бол у леђима је повезан са депресијом, анксиозношћу, стресом и избегавањем понашања због менталног немогућности да се носи са физичким болом. И акутни и хронични бол у леђима могу бити повезани са психичким стресом у виду анксиозности (бриге, стрес) или депресије (туга, обесхрабрење). Психолошки стрес је уобичајена реакција на аспекте патње акутног бола у леђима, чак и када су симптоми краткотрајни и нису медицински озбиљни.
| Симптоми            | Карактеристике |
| ------------------- | --- |
| Укоченост           | Може бити тешко померити или исправити леђа. Устајање из седећег положаја може потрајати а пацијент осећа као да мора да ходате или да се истегнете да би се опустио. Често постоји и тити смањен опсег покрета. |
| Проблеми са држањем | Многим људима са боловима у леђима је тешко да стоје усправно. Таква особ стоји "накривљено" или савијено, са трупом са стране, а не у равни са кичмом. Објективно леђа могу изгледати равно уместо закривљено.  |
| Грчеви мишића       | Након напрезања, мишићи у леђим могу се грчити или неконтролисано контраховати. Грчеви мишића могу изазвати јак бол и отежати или онемогућити стајање, ходање или кретање.                                       |

## Терапија
Већина болова у леђима се повлачи у року од месец дана током кућног лечења, посебно код људи млађих од 60 година. Међутим, за многе (посебно оне старије) бол може да траје неколико месеци.
Лекови против болова и примена топлоте најчешће је све што је потребно. Одмарање у кревету се не препоручује, већ се саветује наставак редовних активностима колико год се то може са боловима у леђима. Обично би требало почети са лаганим активностима, као што је ходање. Активност која повећава бол треба одмах прекинути, али не треба пошто пото избегавати активност из страха од бола. Ако кућни третмани не да резултате након неколико недеља, може се препоручити примена јачих лекова или друге терапије.

### Лекови
Који ће лекови бити примењени зависе од врсте болова у леђима, а они могу бити:
Аналгетици
Нестероидне антиинфламаторне лекове (НСАИД), као што су ибупрофен (Адвил, Мотрин ИБ, други) или напроксен натријум (Алеве). Прекомерна употреба може изазвати озбиљне нежељене ефекте. Ако лекови против болова које можете купити без рецепта не помажу, лекар може предложити НСАИЛ на рецепт 
Релаксанти мишића
Ако се благи до умерени бол у леђима не поправи уз помоћ лекова против болова,  могу помоћи релаксанти мишића. Треба имати у виду да релаксанти мишића могу изазвати вртоглавицу и поспаност.
Локални лекови против болова
Ови производи, укључујући креме, мелеме, масти и фластере, који садрже супстанце за ублажавање болова које делују кроз кожу.
Наркотици
Лекови који садрже опиоиде, као што су оксикодон или хидрокодон, могу се користити кратко време уз строги медицински надзор.
Антидепресиви
Показало се да неке врсте антидепресива — посебно дулоксетин (Цимбалта) и трициклични антидепресиви, као што је амитриптилин — ублажавају хронични бол у леђима.

### Физикална терапија
Физиотерапеут може подучавати вежбе за повећање флексибилности, јачање мишића леђа и абдомена и побољшање држања. Редовна употреба ових техника може помоћи да се бол не врати. Физиотерапеути ће такође пружити едукацију о томе како модификовати покрете током епизоде бола у леђима како би се избегли појачани симптоми бола док и даље буду активни.

### Биофидбек терапија
Биофидбек терапија је безболна, неинвазивна техника којом се пацијент обучава да контролише одређене телесне физиолошке и мождане процесе који нису под контролом наше воље, као што је функција мозга, ритам рада срца, тонус глатких мишића, температура, бол итд.
Биофидбек терапија користи специјалну машину уз чију помоћ пацијент може да научи да ублажи своје дисање, откуцаје срца, проток крви и напетост мишића и ублажи или купира  бол у леђима. Неке студије су откриле да је биофидбек терапија боља од лекова за ублажавање болова у леђима, јер смањује интензитет бола за око 30%, и нема нежељених ефеката.

### Хируршке и друге процедуре
Поступци који се користе за лечење болова у леђима могу укључивати:
Ињекције кортизона
Ако друге мере не ублаже бол који зрачи низ ногу, може помоћи ињекција кортизона и лека за утрнуће у простор око кичмене мождине и нервних корена. Ињекција кортизона помаже у смањењу упале око нервних корена, али олакшање бола обично траје само месец или два.
Радиофреквентна аблација. У овој процедури, танка игла се убацује кроз кожу у близини подручја које узрокује бол. Радио таласи се пролазе кроз иглу да оштете оближње нерве. Оштећење нерава омета сигнале бола у мозгу.
Имплантирање нервних стимулатора
Уређаји уграђени под кожу могу испоручити електричне импулсе одређеним нервима како би блокирали сигнале бола.
Хирургија
Операција за стварање више простора унутар кичме понекад је корисна за људе који имају све већу слабост мишића или бол у леђима који се спушта низ ногу. Ови проблеми могу бити повезани са хернијом међупршњенских дискова или другим стањима која сужавају отворе унутар кичме. Ако испупчени диск врши притисак на нерв, хирург може препоручити дискектомију како би се уклонио део диска. Или се може препоручити ламинектомија за декомпресију подручја где постоји притисак на нерве или кичмену мождину. Може се урадити фузија кичме да би се стабилизовала кичма. Као и све операције, и ове носе ризике и нису увек успешне, и зато би оне требало да буду крајње решење.

## Алтернативна медицина
Бројни алтернативни третмани могу ублажити бол у леђима. Пре почетка ових третмана обавезно би требало обавити  разговар са својим лекарем о предностима и ризицима алтернативне терапије.
Киропрактичка нега
Киропрактичар у склопу терапије манипулише кичмом да би ублажио бол.
Акупунктура
Лекар акупунктуре убацује танке стерилисане игле у кожу на одређеним тачкама на телу. Све већи број научних доказа указује да акупунктура може бити од помоћи у лечењу болова у леђима.
Транскутана електрична стимулација нерва
Ова  метода позната као ТЕНС, заснива се на примени уређаја на  батерије који се поставља на кожу и емитује електричне импулсе до болног подручја. Студије су показале различите резултате у погледу ефикасности ТЕНС-а.
Масажа
Код болова у леђима узрокованих напетим или преоптерећеним мишићима, масажа може помоћи.
Јога
Постоји неколико врста јоге, широке дисциплине која укључује практиковање одређених положаја или поза тела, вежбе дисања и технике опуштања. Јога може истегнути и ојачати мишиће и побољшати држање тела, што помаже код погорђања одрежених симптома.

## Превенција
Код болова у леђима, спавање може бити тешко, због зачараног круга, у коме када се не спава довољно, бол у леђима може да се погорша. Лош положај тела током спавања такође може погоршати бол у леђима. Може се спречити покушајем лежања на боку, или стављање  јастука између колена како би се  кичма поставила у неутрали положај  и смањило оптерећење у леђима. Ако особа треба да спава на леђима, тада би требало да гурне јастук испод колена и обавезно спава на удобном чврстом душеку.